# Scottish League (1890/1891)
Scottish League (1890/91) – był to pierwszy w historii sezon szkockiej pierwszej klasy rozgrywkowej w piłce nożnej. Sezon rozpoczął się 16 sierpnia 1890, a zakończył się 21 maja 1891. Brało w niej udział 10 zespołów, które grały ze sobą systemem „każdy z każdym”. Pierwszymi w historii mistrzami Szkocji zostali ex-aequo
Dumbarton i Rangers. Tytuł króla strzelców zdobył Jack Bell, który strzelił 20 bramek.

## Zasady rozgrywek
W rozgrywkach brało udział 10 drużyn, walczących o tytuł mistrza Szkocji w piłce nożnej. Każda z drużyn rozegrała po 2 mecze ze wszystkimi przeciwnikami (razem 18 spotkań).

## Drużyny
| Uczestnicy pierwszej edycji                                                                                   | Uczestnicy pierwszej edycji | Uczestnicy pierwszej edycji | Uczestnicy pierwszej edycji |
| --- | --------------------------- | --------------------------- | --------------------------- |
| ABC | Abercorn                    |                             |                             |
| CAM | Cambuslang                  |                             |                             |
| CEL | Celtic                      |                             |                             |
| COW | Cowlairs                    |                             |                             |
| DUM | Dumbarton                   |                             |                             |
| HRT | Heart of Midlothian         |                             |                             |
| RAN | Rangers                     |                             |                             |
| STM | St. Mirren                  |                             |                             |
| THL | Third Lanark                |                             |                             |
| VOL | Vale of Leven               |                             |                             |
| Oznaczenia: - kolumna pierwsza – skróty nazw drużyn, - kolumna trzecia – miejsce zajęte w poprzednim sezonie. |                             |                             |                             |

## Stadiony
| Miasto     | Stadion            | Klub                |
| ---------- | ------------------ | ------------------- |
| Alexandria | Millburn Park      | Vale of Leven       |
| Cambuslang | Whitefield Park    | Cambuslang          |
| Dumbarton  | Boghead Park       | Dumbarton           |
| Edynburg   | Tynecastle Stadium | Heart of Midlothian |
| Glasgow    | Celtic Park        | Celtic              |
| Glasgow    | Springvale Park    | Cowlairs            |
| Glasgow    | Ibrox Park         | Rangers             |
| Glasgow    | Cathkin Park       | Third Lanark        |
| Paisley    | Underwood Park     | Abercorn            |
| Paisley    | Westmarch          | St. Mirren          |

## Tabela końcowa
| Lp. | Drużyna                 | M  | Z  | R | P  | Bramki | Bramki | Różn. | Pkt | Uwagi |
| --- | ----------------------- | -- | -- | - | -- | ------ | ------ | ----- | --- | ----- |
| 1   | Dumbarton (M)           | 18 | 13 | 3 | 2  | 61     | 21     | +40   | 29  |       |
| 1   | Rangers (M)             | 18 | 13 | 3 | 2  | 58     | 25     | +33   | 29  |       |
| 3   | Celtic1                 | 18 | 11 | 3 | 4  | 48     | 21     | +27   | 21  |       |
| 4   | Cambuslang              | 18 | 8  | 4 | 6  | 47     | 42     | +5    | 20  |       |
| 5   | Third Lanark1           | 18 | 8  | 3 | 7  | 38     | 39     | −1    | 15  |       |
| 6   | Heart of Midlothian (P) | 18 | 6  | 2 | 10 | 31     | 37     | −6    | 14  |       |
| 7   | Abercorn                | 18 | 5  | 2 | 11 | 36     | 47     | −11   | 12  |       |
| 8   | St. Mirren              | 18 | 5  | 1 | 12 | 39     | 62     | −23   | 11  |       |
| 8   | Vale of Leven           | 18 | 5  | 1 | 12 | 27     | 65     | −38   | 11  |       |
| 10  | Cowlairs1 (S)           | 18 | 3  | 4 | 11 | 24     | 50     | −26   | 6   |       |

## Wyniki
| Gospodarz \ Gość    | ABC | CAM | CEL | COW | DUM | HRT | RAN | STM | VOL | THL |
| Abercorn            |     | 2:5 | 1:5 | 1:0 | 1:2 | 1:0 | 1:1 | 5:1 | 6:0 | 2:4 |
| Cambuslang          | 4:5 |     | 3:1 | 4:0 | 2:2 | 2:0 | 2:6 | 3:2 | 8:2 | 2:2 |
| Celtic              | 2:0 | 5:2 |     | 2:0 | 1:0 | 1:0 | 2:2 | 3:2 | 9:1 | 1:1 |
| Cowlairs            | 7:5 | 1:1 | 0:5 |     | 1:6 | 1:2 | 0:2 | 4:2 | 3:2 | 2:2 |
| Dumbarton           | 5:1 | 5:0 | 2:2 | 1:1 |     | 3:1 | 5:1 | 5:1 | 4:0 | 5:1 |
| Heart of Midlothian | 1:1 | 2:2 | 0:5 | 4:0 | 0:4 |     | 0:1 | 1:0 | 8:1 | 4:1 |
| Rangers             | 2:0 | 2:1 | 1:2 | 1:1 | 4:2 | 5:2 |     | 8:2 | 4:0 | 4:1 |
| St. Mirren          | 4:2 | 2:3 | 1:0 | 5:2 | 2:4 | 3:2 | 3:7 |     | 1:1 | 3:2 |
| Vale of Leven       | 2:1 | 2:1 | 3:1 | 2:1 | 1:3 | 2:4 | 1:3 | 5:2 |     | 1:2 |
| Third Lanark        | 2:1 | 1:2 | 2:1 | 3:0 | 1:3 | 4:0 | 0:4 | 5:3 | 4:1 |     |

Źródło: SPFL.co.uk
Objaśnienia:
1Drużyna gospodarzy jest wymieniona po lewej stronie tabeli.
Kolory: zielony – zwycięstwo gospodarzy, żółty – remis, różowy – zwycięstwo gości.

## Mecz o mistrzostwo
W związku z taką samą liczbą punktów zdobytą przez oba zespoły na zakończenie sezonu, postanowiono o rozegraniu dodatkowego spotkania, które wyłoniłoby pierwszego w historii mistrza Szkocji. Mecz odbył się 21 maja 1891, i zakończył się remisem 2:2. Brak terminów na rozegranie kolejnego spotkania sprawił, że Dumbarton i Rangers zostali uznani wspólnie pierwszymi mistrzami Szkocji.
| 21 maja 1891 | Dumbarton J. Miller Taylor | 2:22:0Raport | Rangers McCreadie Hislop | Cathkin Park, Glasgow Widzów: 10 000 Sędzia: John Marshall |
|              |                            |              |                          |                                                            |

| DUMBARTON |  |                 |
|           |  |                 |
|           |  |                 |
| BR        |  | John McLeod     |
| OB        |  | Daniel Watson   |
| OB        |  | Alex Miller     |
| OB        |  | Thomas McMillan |
| OB        |  | Dickie Boyle    |
| PO        |  | Leitch Keir     |
| PO        |  | Jack Taylor     |
| PO        |  | James Galbraith |
| NA        |  | John Miller     |
| NA        |  | James McNaught  |
| NA        |  | Jack Bell       |

| RANGERS |  |                  |
|         |  |                  |
| BR      |  | David Reid       |
| OB      |  | Donald Gow       |
| OB      |  | William Hodge    |
| OB      |  | Robert Marshall  |
| OB      |  | Andrew McCreadie |
| PO      |  | David Mitchell   |
| PO      |  | Percy Hislop     |
| PO      |  | James Henderson  |
| PO      |  | Neil Kerr        |
| NA      |  | John McPherson   |
| NA      |  | John Allan       |